# Suffrage Hikes

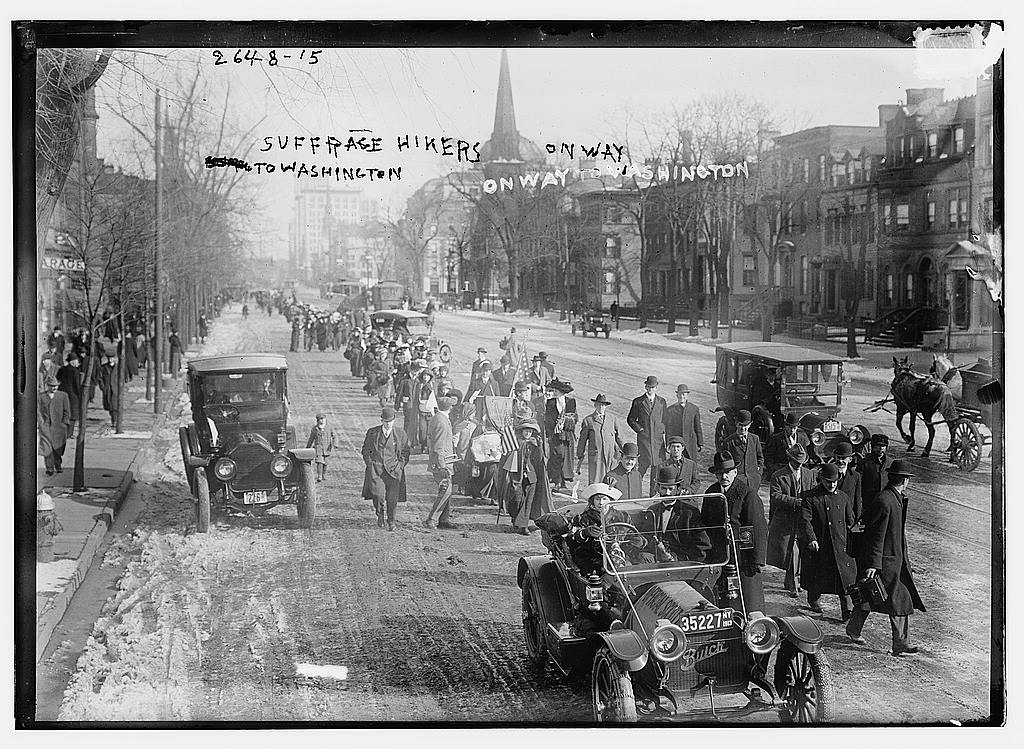
Teilnehmerinnen Newark in New Jersey 1913

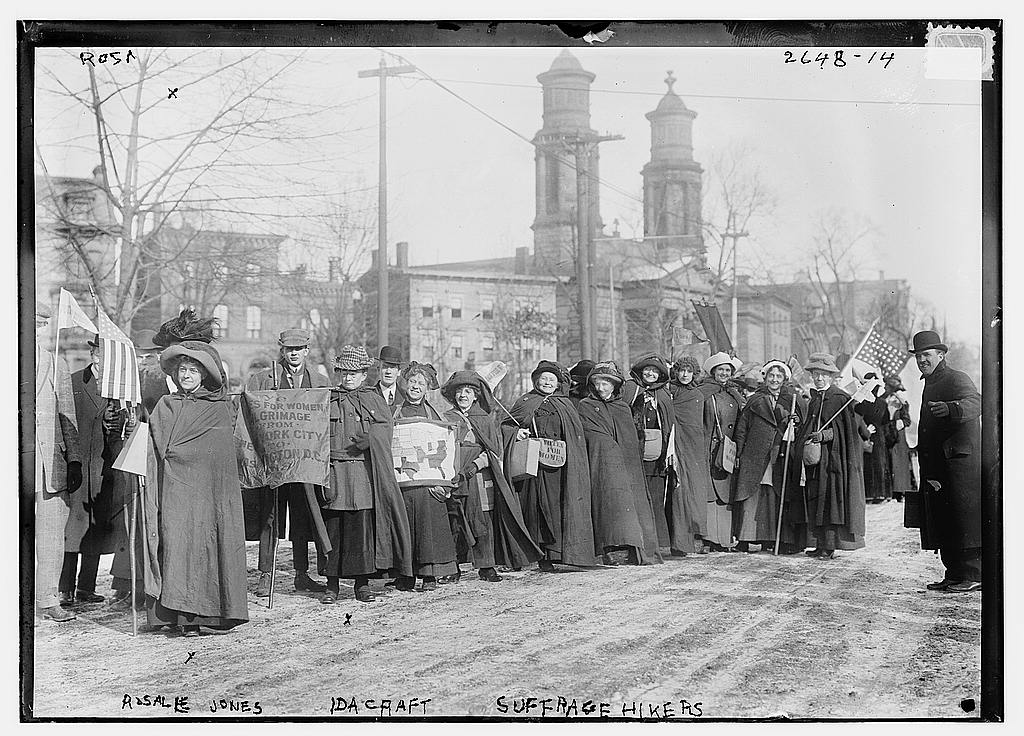
Rosalie Gardiner Jones und Ida Craft

Frauenwahlrecht 1920 vor der Verabschiedung des 19. Zusatzartikel zur Verfassung der Vereinigten Staaten

Die Suffrage Hikes (deutsch Wahlrechtsmärsche) zwischen 1912 und 1914 sollten die US-amerikanische Öffentlichkeit auf die Forderung nach dem vollen Frauenwahlrecht in allen Bundesstaaten der USA aufmerksam machen. Rosalie Gardiner Jones organisierte den ersten 13-tägigen Marsch von Manhattan nach Albany. Organisatorinnen und Beteiligte, die die gesamte Strecke marschierten, waren fünf Frauen: Emma Bugbee, Ida Craft, Elisabeth Freeman, Rosalie Gardiner Jones und Lavinia Lloyd Dock.

## Marsch nach Albany 1912
Dieser Marsch begann am 16. Dezember 1912 und führte von einer U-Bahn-Station in Manhattan nordwärts. Von den 500 Frauen, die an der Startveranstaltung teilnahmen, kamen 200 mit auf den Marsch. Nach knapp 14 Tagen kamen die ersten vier Pilgerinnen am 28. Dezember in Albany an.

## Marsch nach Washington 1913
Dieser Marsch begann im Hudson Terminal in New York City am 12. Februar 1913 und führte über Newark, Metuchen
nach Philadelphia und Baltimore und endete in Washington, D.C. auf der National Mall.